# Communications in Soil Science and Plant Analysis
Communications in Soil Science and Plant Analysis is een internationaal, aan collegiale toetsing onderworpen wetenschappelijk tijdschrift op het gebied van de landbouwkunde, analytische scheikunde, plantkunde en bodemkunde. De naam wordt in literatuurverwijzingen meestal afgekort tot Comm. Soil Sci. Plant Anal. Het verschijnt tweewekelijks.